# 科爾博恩湖
54°04′52″N 10°41′31″E / 54.08112°N 10.691843°E

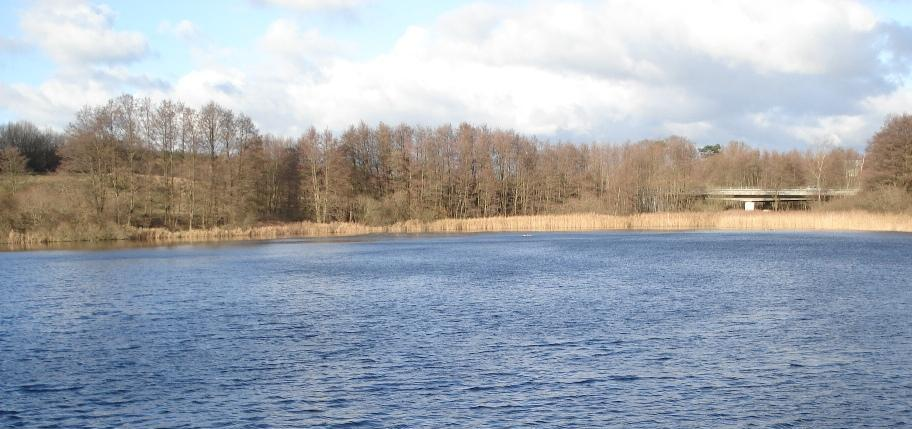

科爾博恩湖（德語：Kohlborn），是德國的湖泊，位於該國北部石勒蘇益格-荷爾斯泰因州，由東荷爾斯泰因縣負責管轄，長0.3公里、寬0.2公里，面積0.03平方公里，平均水深3.8米，最大水深5.8米，水體容量12萬立方米，湖岸線長度0.7公里。